# Записки Желябужского
«Дневные записки» — один из первых памятников дневникового жанра в России: дневник за 1682—1709 годы, предположительно написанный Иваном Афанасьевичем Желябужским. Не особенно важные для политической истории данной эпохи, они заключают в себе немало любопытных подробностей, касающихся отдельных распоряжений петровского правительства, материального быта общества и его нравов.

## Публикации
Текст «дневных записок» был впервые издан в 1787 году  Ф. О. Туманским, однако тот издал его по неисправному списку, в котором была перепутана часть листов. 
Полвека спустя Д. И. Языков провёл сравнение между списком Туманского и двумя другими списками, которые ему удалось найти, и в 1840 году издал текст памятника со своими исправлениями и комментариями. Уже в 1841 году записки были переизданы  И. П. Сахаровым, однако его издание проигрывает изданию Языкова из-за необоснованных исправлений. В 1910 году издание Языкова было повторено П. И. Бартеневым.  
В 1990 году текст был издан в сборнике, составителем которого выступил А. П. Богданов. В 1997 году «записки» были переизданы в составе сборника «Рождение империи».

## Проблема авторства
Со времени Ф. Туманского большей частью исследователей считается, что авторство текста принадлежит окольничему Ивану Афанасьевичу Желябужскому, представителю знатного московского рода, который занимал достаточно значительные должности на дипломатической службе: в частности, вёл переговоры с трансильванским князем Дьёрдем II Ракоци (1656), встречался в Вене с Леопольдом I (1666) и участвовал в переговорах с Речью Посполитой в 1669 и в 1681 годах. Помимо дипломатической службы, И. А. Желябужский также занимался административной деятельностью: в 1664—1668 годах он управлял Конюшенным приказом, в 1673—1674 годах — Судным Владимирским приказом, в 1676—1677 — Поместным, 1677 — Сыскным.
А. В. Захаров в своей работе «„Государев двор“ и „царедворцы“ Петра I: проблемы терминологии и реконструкции службы» доказал, что И. А. Желябужский умер задолго до 1709 года, которым датируется последняя запись «дневных записок», и предположил авторство или соавторство его родственника, стольника Семёна Васильевича Желябужского.

## Структура
Текст «дневных записок» представляет собой большое количество отдельных записей, зачастую не связанных друг с другом ни тематически, ни хронологически. Хронология повествования часто нарушается как по причине неисправности списков, так и по причине того, что автор переходит к другой теме или включает в повествование описание событий, о которых раньше, судя по всему, не посчитал нужным писать. 
Несмотря на отдельные моменты отсутствия логики повествования, в тексте все-таки прослеживаются отдельные тематические блоки, которые выглядят как несколько записей на одну тему, сгруппированные и стоящие рядом. Кроме того, текст включает в себя значительное количество целиком переписанных автором исторических документов.